# Double Dragon (série télévisée d'animation)
Pour les articles homonymes, voir Double Dragon.
Double Dragon est une série télévisée d'animation américaine en 26 épisodes de 25 minutes, créée d'après la série de  jeux vidéo éponyme de Technos Japan, produite par Bohbot Entertainment, DIC et diffusée entre le 12 septembre 1993 et le 4 décembre 1994 en syndication. En France, la série a été diffusée à partir du 20 janvier 1996 dans Sam'di mat' sur France 2.

## Synopsis
À la naissance, les frères jumeaux Lee, Billy et Jimmy, furent séparés. Chacun suivit un entraînement différent : Billy fut dirigé par le chef suprême des « Maîtres Dragons », et Jimmy par le Maître de l'ombre.
Les deux frères finiront par se retrouver, et  s'allieront finalement pour affronter le Maître de l'ombre et son armée.

## Épisodes

### Première saison (1993)
1. Que l'ombre se répande (The Shadow Falls)
2. La légende continue (The Legend Continues)
3. La maîtresse du Tchi (The Mistress of Chi)
4. Le bel oubli (The Price of Oblivion)
5. La rivière des larmes (River of Tears)
6. L'amnésie (Over the Line)
7. Renaissance (Rebirth)
8. Le jour du jugement (Judgement Day)
9. La chasse au dragon (Dragon Hunt)
10. Appel aux armes (Call to Arms)
11. La voix du Komodo (The Heart of the Matter)
12. L'abysse (The Abyss)
13. L'œil du dragon (The Eye of the Dragon)

### Seconde saison (1994)
1. Le kahn de l'ombre (Shadow Khan)
2. La super autoroute de l'information (Shadow Claw)
3. Le simulateur de réalité (Virtual Reality Bytes)
4. Les peurs secrètes (Doom Claw)
5. Les guerriers de l'autoroute de l'information (Superhighway Warriors)
6. Le peuple des mutants (Undertown)
7. L'esprit du sabre (Spirit in the Sword)
8. Les guerriers de la terreur (Shadow Conned)
9. Vision de liberté (The Sight of Freedom)
10. Diviser pour mieux régner (Ancients Arrive)
11. Le retour du monstre de l'ombre (The Return of the Shadowmonster)
12. Inondation toxique (Daj of the Undertown Dragons)
13. RPM (RPM)

## Distribution
- Michael Donovan (VF : Thierry Mercier) : Billy Lee
- Scott McNeil (VF : Antoine Tomé) : Jimmy Lee
- Cathy Weseluck (VF : Déborah Perret) : Marianne Martin
- Jim Byrnes (VF : Bernard Tiphaine) : le Maître de l'ombre
- Alvin Sanders (VF : Maurice Sarfati) : Blaster
- (VF : Serge Lhorca) : Wild Willy
- Wesley Morris (VF : Christophe Lemoine) : Michael
- (VF : Claude d'Yd) : Abobo

## Autour de la série
- On remarquera qu'aux niveaux vestimentaire et physique, Billy semble inspiré de Kenshiro, personnage principal de Hokuto no Ken. (Comme Kenshiro, Billy porte un pantalon et une veste bleus, une épaulette et une chemise rouge.)